# Jos.M. Reynders
Jos.M. Reynders (Den Dungen, 2 februari 1874 – Tilburg, 16 februari 1942) was een Nederlandse geestelijke, onderwijzer, kinderboekenschrijver en tekstdichter van kinderliedjes. Hij werd geboren als Marinus Theodorus Reijnders en zijn kloosternaam was Frater Joseph Reijnders. Zijn uitgaven verschenen gewoonlijk onder zijn auteursnaam Jos.M. Reynders en in één geval onder het pseudoniem Willem de Leeuw.
Reynders ontwikkelde samen met frater Nicetas Doumen de leesmethode Ik lees al (1909-1910).

## Leven en werk
Joseph Reijnders trad in 1891 in bij de Fraters van Tilburg. Hij was werkzaam als onderwijzer in Tilburg, Oss, Udenhout en Goirle.
Hij schreef twee reeksen kinderboeken tezamen met Nicetas Doumen. Hun leesmethode Ik lees al (10 deeltjes, 1909-1910) werd uitgegeven door de Drukkerij van het R.K. Jongensweeshuis. Van 1893 tot 1942 was hij redacteur van het kindertijdschrift De Engelbewaarder, dat bij dezelfde uitgeverij verscheen.
Zijn liedteksten voor kinderen werden op muziek gezet door Philip Loots en J.P.J. Wierts. Zeven liedjes van zijn hand werden opgenomen in de meermaals herdrukte kinderliedbundel Kun je nog zingen, zing dan mee! Voor jonge kinderen (1912). Hierdoor konden deze liedjes zich langere tijd in ruimere kring verspreiden.

## Uitgaven (selectie)
- Zonnestralen: keur van proza en poëzie (1903; tweede bundel eveneens in 1903)
- Omhoog: leesboek voor de katholieke scholen (1907-1910, ca. 16 dln.)
- Levensmorgen: kinderliederen met piano-begeleiding, muziek: Philip Loots (1908)
- Pieter Jong: de held van Lutjebroek (1923)
- Schetsen uit de kinderwereld, muziek: J.P.J. Wierts (1929)
- Jeanne d’Arc (1929)
- De schatkamer van den koning (1932)
- De diamantzoeker aan de Oranjerivier (1933)
- Columbus (1933)

Met Nicetas Doumen
- Ik lees al, leesmethode, 10 dln. (1909-1910)
- Handleiding voor het aanvankelijk leesonderwijs en toelichting bij "Ik Lees al" (1910)
- Vrolijk volkje, 13 delen (va. ca. 1912)
- Mijn Platenboek (1914)